# Megáfono

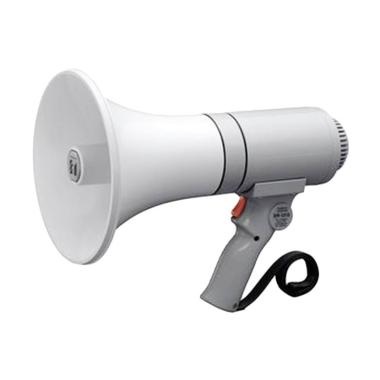
Megáfono portátil.

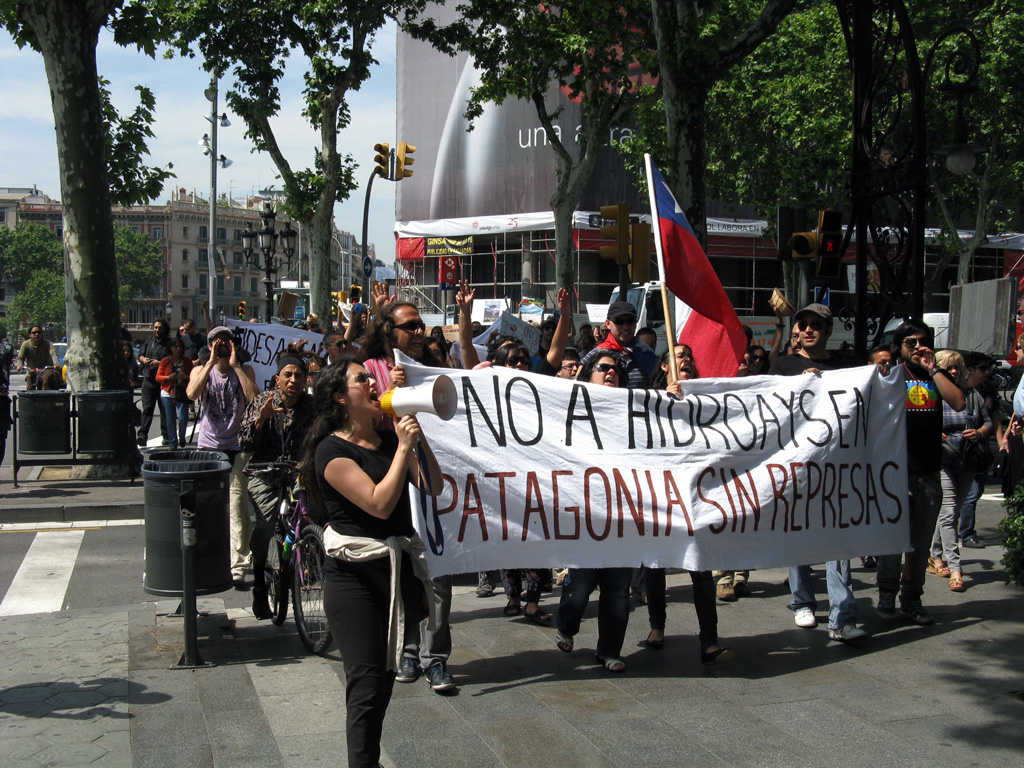
Manifestación de chilenos en Barcelona, haciendo uso de un megáfono.

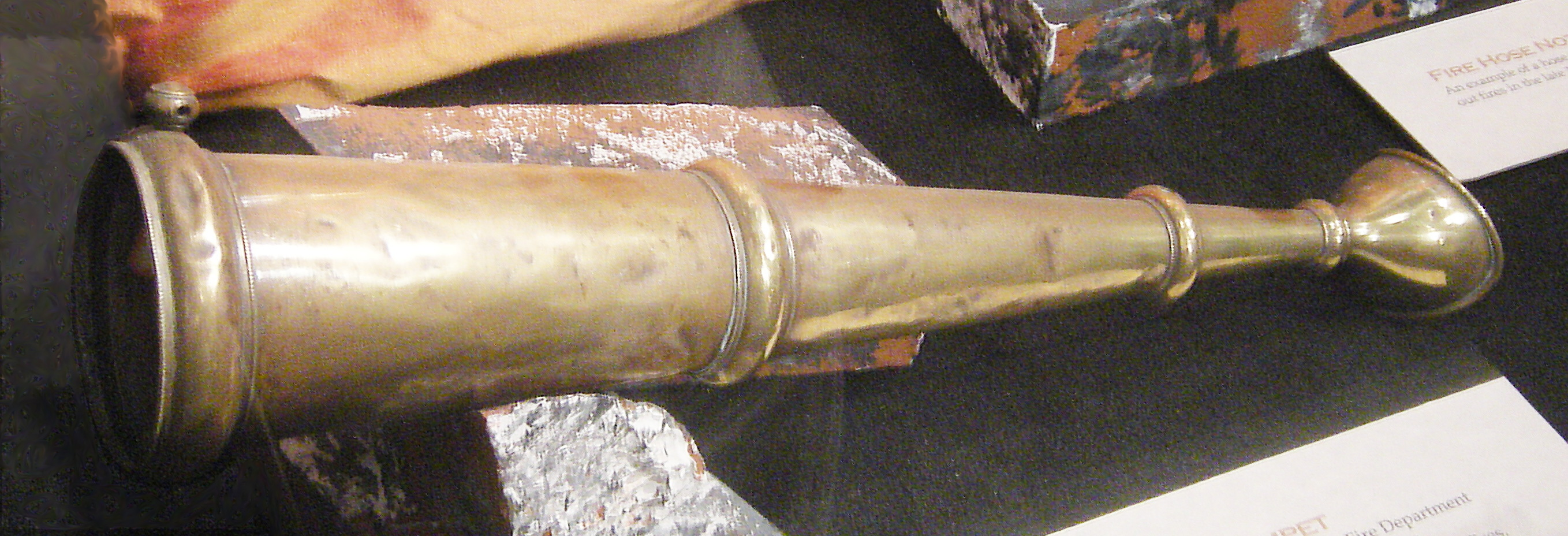
Un megáfono de finales del utilizada por los bomberos.

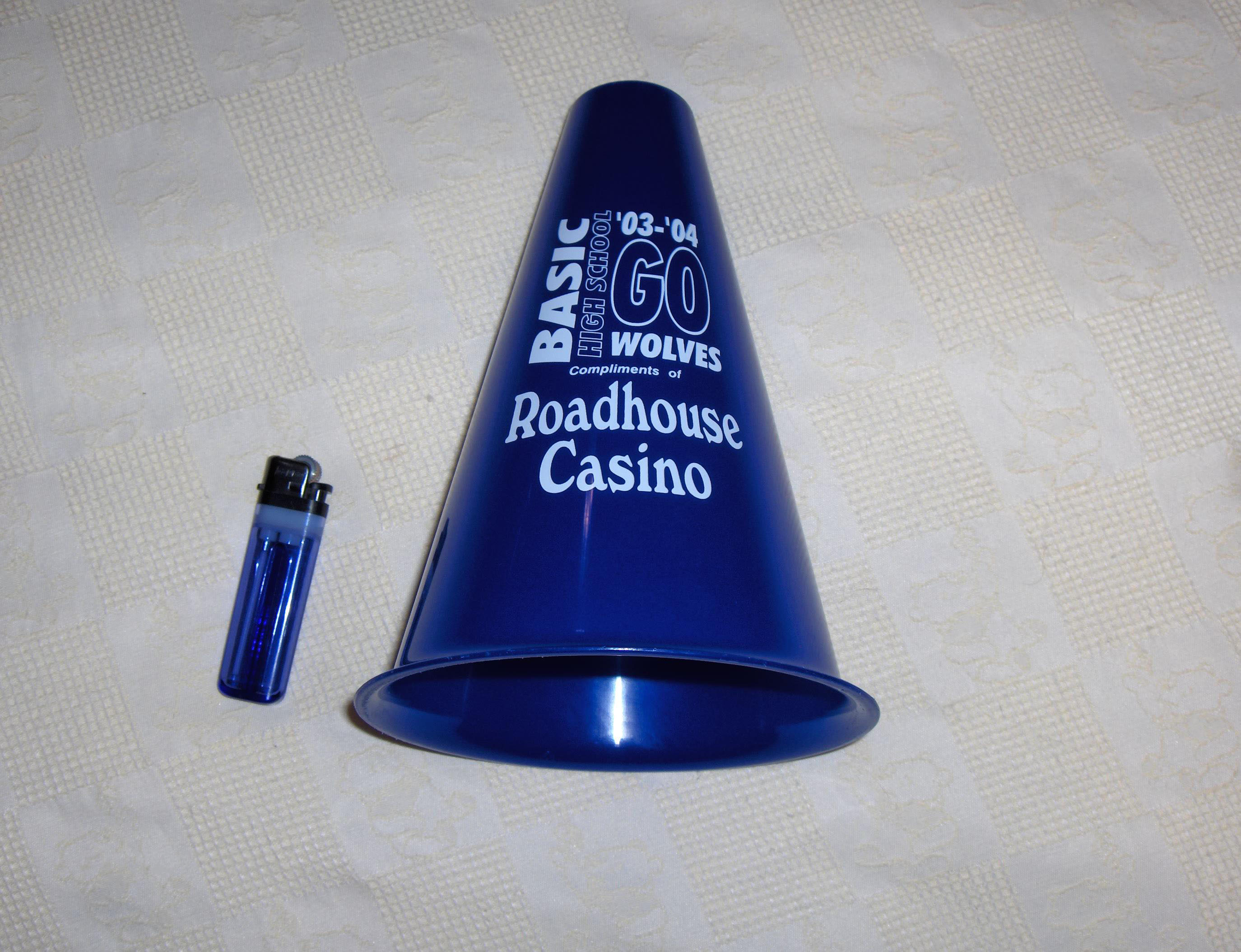
Un pequeño megáfono deportivo para animar en eventos deportivos, junto a un encendedor de 3 pulgadas para escala

Un megáfono (del griego megas "grande" y fone "voz"), en algunos países también se le conoce como altavoz; suele ser una bocina acústica portátil o de mano con forma de cono que se utiliza para amplificar la voz de una persona u otros sonidos y dirigirla en una dirección determinada. El sonido se introduce en el extremo angosto del megáfono, sosteniéndolo hacia la cara y hablando por él, y las ondas de sonido irradian por el extremo ancho. Un megáfono aumenta el volumen del sonido al aumentar la impedancia acústica vista por las cuerdas vocales, haciendo coincidir la impedancia de las cuerdas vocales con el aire, para que se irradie más potencia de sonido. También sirve para dirigir las ondas de sonido en la dirección que apunta la bocina. De alguna manera distorsiona el sonido de la voz porque la respuesta de frecuencia del megáfono es mayor a frecuencias de sonido más altas.
Desde la década de 1960, el megáfono acústico alimentado por voz descrito anteriormente ha sido reemplazado por el megáfono eléctrico, que utiliza un micrófono, un amplificador eléctrico y un altavoz de bocina plegado para amplificar la voz.

## Historia

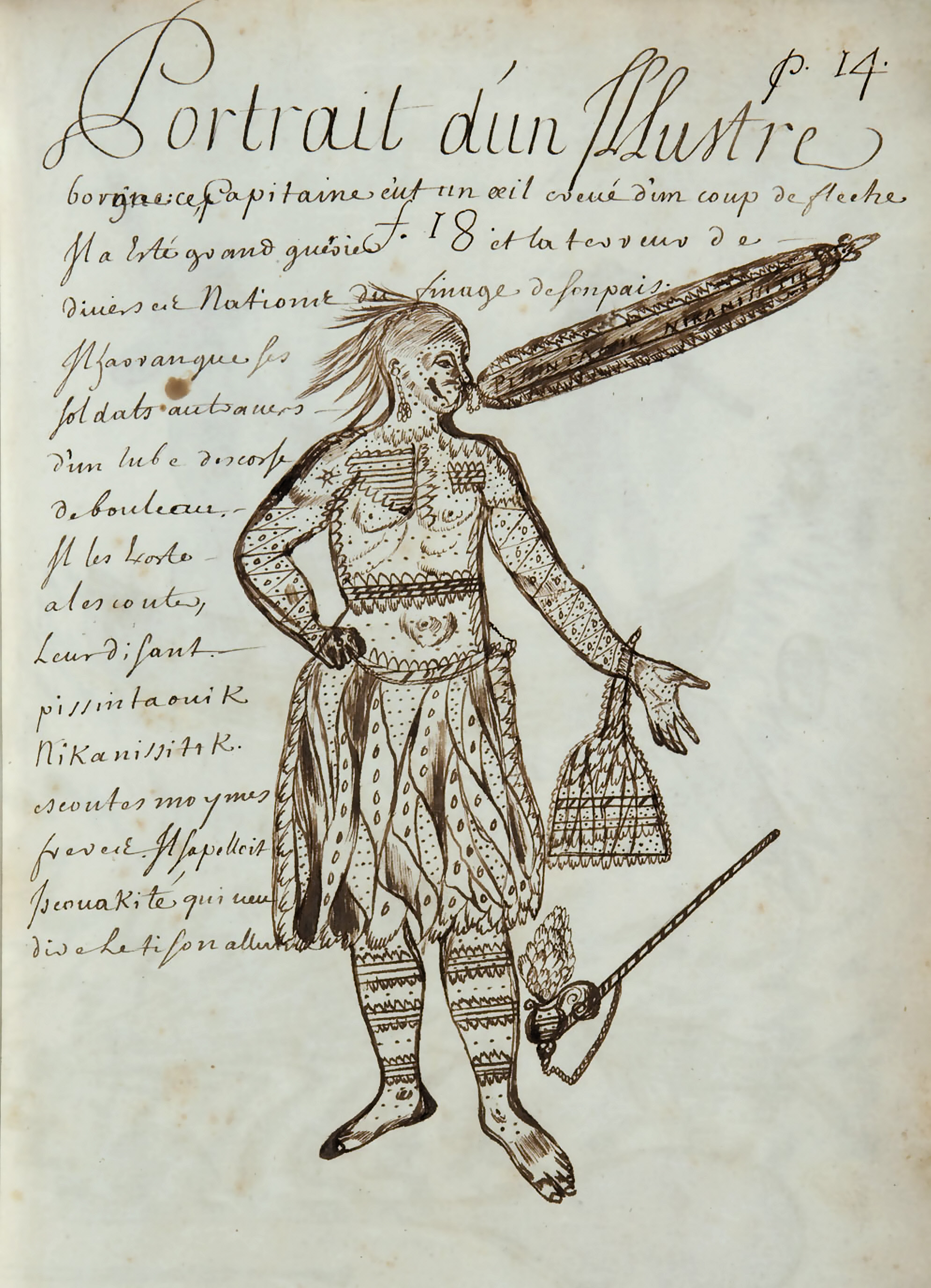
Página del Codex canadensis, de Louis Nicolas, alrededor de 1675 a 1682, que muestra a un jefe norteamericano nativo usando un megáfono hecho de corteza

El inventor inicial del megáfono es un tema de controversia histórica. Ha habido referencias a hablantes en la antigua Grecia (siglo V a. C.) que llevaban máscaras con conos que sobresalían de la boca para amplificar sus voces en los teatros. Los arquitectos helénicos también pueden haber utilizado conscientemente la física acústica en su diseño de anfiteatros de teatro.
Un dibujo de Louis Nicolas (derecha) en la página 14 del Codex canadensis, alrededor de 1675 a 1682, muestra a un jefe nativo americano llamado Iscouakité usando un megáfono hecho de corteza de abedul. El texto de la ilustración dice que se dirige a sus soldados a través de dicho instrumento.
Tanto Samuel Morland como Athanasius Kircher han sido acreditados por inventar megáfonos casi al mismo tiempo en el siglo XVII. Morland, en un trabajo publicado en 1655, escribió sobre su experimentación con diferentes cuernos. Su megáfono más grande consistía en más de 20 pies de tubo de cobre y, según los informes, podía proyectar la voz de una persona a una milla y media.
Veinte años antes, Kircher describió un dispositivo que podría usarse como megáfono y para "escuchar" a las personas que hablan fuera de la casa. Su bocina enrollada estaría montada en el costado de un edificio, con un extremo estrecho en el interior por el que se podía hablar o escuchar, y la boca ancha se proyectaba a través de la pared exterior.
Morland favoreció un dispositivo de habla recto y en forma de tubo. La bocina de Kircher, por otro lado, utilizaba un diseño de "cocleato", donde la bocina estaba torcida y enrollada para hacerlo más compacto.
Una trompeta de papel maché de diseño especial fue el Sengerphone.
Además, en las ruinas de 
Tiahuanaco hay piedras alrededor del lugar central con agujeros en el perfil del megáfono. Hoy se desconoce su propósito, pero como pueden mostrar los guardias locales, es posible amplificar la voz humana ya que es lo suficientemente fuerte como para escucharla en un área grande.
El término "megáfono" se asoció por primera vez con el instrumento de Thomas Edison 200 años después. En 1878, Edison desarrolló un dispositivo similar a la trompeta para hablar con la esperanza de beneficiar a los sordos y con problemas de audición. Su variación incluyó tres embudos separados alineados en una fila. Los dos embudos exteriores, que tenían seis pies y ocho pulgadas de largo, estaban hechos de papel y conectados a un tubo insertado en cada oreja. El embudo central era similar a la trompeta de Morland, pero tenía una ranura más grande para insertar la boca de un usuario.
Con el megáfono de Edison, se podía escuchar un susurro bajo a mil pies de distancia, mientras que se podía escuchar un tono de voz normal a aproximadamente dos millas de distancia. En el extremo de escucha, el receptor podía escuchar un susurro bajo a mil pies de distancia. Sin embargo, el aparato era demasiado grande para ser portátil, lo que limitaba su uso. George Prescott escribió: "El principal inconveniente en la actualidad es el gran tamaño del aparato".
Desde la década de 1960, los megáfonos acústicos generalmente se han reemplazado por versiones eléctricas (a continuación), aunque el megáfono acústico barato, ligero y resistente todavía se usa en algunos lugares, como animar eventos deportivos y porristas, y por socorristas en piscinas y playas donde la humedad podría dañar la electrónica de los megáfonos eléctricos.

## Megáfono eléctrico
Un megáfono eléctrico es un sistema portátil de megafonía, un dispositivo electrónico que amplifica la voz humana como un megáfono acústico, utilizando energía eléctrica. Consiste en un micrófono para convertir las ondas de sonido en una señal de audio eléctrica, un amplificador alimentado por una batería para aumentar la potencia de la señal de audio y un altavoz para convertir la señal de audio en ondas de sonido nuevamente. Aunque son un poco más pesados que los megáfonos acústicos, los megáfonos eléctricos pueden amplificar la voz a un nivel superior, a más de 90 dB. Han reemplazado los megáfonos acústicos en la mayoría de las aplicaciones, y generalmente se usan para dirigirse a congregaciones de personas donde no hay sistemas de megafonía fijos disponibles; en eventos deportivos al aire libre, escenarios de películas, manifestaciones políticas y manifestaciones callejeras.
Aunque existen sistemas electrónicos de megafonía desde que se desarrollaron los amplificadores de 
tubos de vacío a principios de la década de 1920, las versiones de tubos de vacío eran demasiado pesadas para ser portátiles. Los megáfonos eléctricos portátiles prácticos tuvieron que esperar el desarrollo de la microelectrónica que siguió a la invención del transistor en 1947. En 1954, TOA Corporation desarrolló el EM-202, el primer megáfono transistorizado del mundo.
Las versiones de mano generalmente tienen la forma del viejo megáfono acústico, con un micrófono en un extremo y un altavoz de bocina en el otro, y una empuñadura de pistola en el lateral, con un interruptor de gatillo para encenderlo. En uso, el dispositivo se sostiene hasta la boca y se presiona el gatillo para encenderlo mientras habla. Otras versiones más grandes cuelgan del hombro con una correa y tienen un micrófono de mano separado con un cable para hablar, para que los usuarios puedan dirigirse a una multitud sin que el instrumento oscurezca sus caras. Se puede comprar una amplia gama de megáfonos eléctricos modernos, y características como la potencia, el peso, el precio y la presencia de alarmas y correas para los hombros contribuyen a la elección del consumidor.
La forma del megáfono afecta directamente el rango de proyección; Las bocinas más estrechas compensan la potencia más baja al concentrar el sonido de manera más aguda que las bocinas anchas.

## Impacto en la sociedad

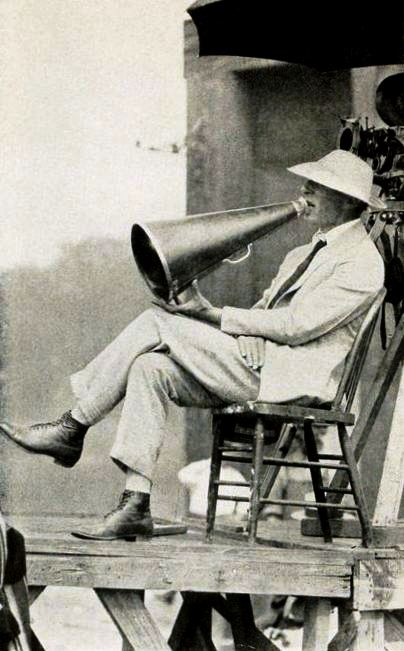
El director de cine mudo D. W. Griffith usando un megáfono en 1922

Los megáfonos portátiles son ampliamente utilizados para la gestión de multitudes y la comunicación de masas. Cuando se necesita comunicar información o instrucciones a una gran multitud de personas en un solo lugar, un megáfono eléctrico es valioso cuando no hay otros sistemas de megafonía.
Además de sus implicaciones prácticas, los sistemas de megafonía, incluidos los megáfonos, también tuvieron un impacto social. Los sistemas de megafonía ayudaron a promover la participación de las mujeres en la sociedad. En eventos como las Convenciones Republicanas y Demócratas Nacionales de 1920, cuando los sistemas electrónicos de megafonía se popularizaron por primera vez, las mujeres utilizaron estas tecnologías de amplificación durante la lista de participantes. Más tarde, los megáfonos eléctricos portátiles extendieron esta influencia igualadora a eventos al aire libre. Algunos líderes de protestas usan megáfonos eléctricos para hablar con una multitud al aire libre o con otros manifestantes.
A partir de la década de 2010, las animadoras son uno de los pocos campos que aún utilizan megáfonos acústicos. A las animadoras de la Universidad de Minnesota se les atribuye el primer uso de megáfonos acústicos en rutinas en 1898. Desde entonces, las animadoras se han basado en gran medida en los megáfonos acústicos durante las actuaciones en eventos deportivos. En general, las animadoras usarían pompones, mientras que los animadores masculinos, con voces fuertes y ruidosas, proyectarían vítores a través de megáfonos. La proyección vocal es un aspecto importante para las animadoras, por lo que los expertos recomiendan el uso de megáfonos acústicos no solo para aumentar el volumen del sonido, sino también para proteger las voces de los artistas intérpretes o ejecutantes en el proceso.
Durante décadas, los directores de cine han usado megáfonos para comunicarse con su elenco y su equipo en sets donde era difícil escucharlos. El megáfono acústico se convirtió en un símbolo icónico cliché de un director de cine, aunque los directores modernos usan megáfonos eléctricos. Uno de los principales contribuyentes a este cliché fue Cecil B. DeMille, director de películas épicas como Los diez mandamientos y El rey de reyes. Muchas de sus películas eran épicas bíblicas ambientadas en vastos escenarios al aire libre que requerían comunicación con cientos de extras.
El sonido distorsionado distintivo de una voz humana amplificada por un megáfono es ampliamente reconocido por su uso en estaciones de trenes y autobuses y estadios deportivos. Aplicado a la música, da el sonido de un antiguo tocadiscos acústico. Se ha utilizado en anuncios de radio y música popular para dar efectos retro y a menudo humorísticos. Se puede procesar una voz o música grabada para darle un efecto de sonido "megáfono" sin usar un megáfono real, mediante plataformas de grabación de audio y software. En software de grabación como Logic Pro y Pro Tools, seleccionar ciertos filtros y configuraciones producirá un sonido artificial casi indistinguible de un megáfono eléctrico.

## Restricciones legales
Los gobiernos pueden aprobar leyes que restrinjan el uso de megáfonos amplificados electrónicamente. En los Estados Unidos, la capacidad de usar un megáfono en público puede restringirse a ciertos niveles de decibelios, hora del día o prohibirse en vecindarios residenciales. Sin embargo, según la Primera Enmienda, los tipos específicos de discurso utilizados con un megáfono no pueden restringirse.